# Прапор Великого Яблунця
Пра́пор Великого Яблунця — офіційний символ села Великий Яблунець Ємільчинського району Житомирської області, затверджений 9 липня 2013 р. рішенням № 179 XXV сесії Великояблунецької сільської ради V скликання.

## Опис
Квадратне полотнище поділене горизонтально на три рівновеликі частини — жовту, зелену, синю.
Жовтий — символ сонця, хлібного та стиглого поля; зелений — символ Поліського краю, надії і радості; синій — мирне небо, щедрі водні ресурси краю.
Автор — Сергій Володимирович Сікан.